# 法蘭克福 (紐約州村)
法蘭克福（英語：Frankfort）是位於美國紐約州赫基默縣的村。

## 人口
根據2020年美國人口普查的數據，法蘭克福的面積為2.67平方千米，當中陸地面積為2.63平方千米，而水域面積為0.04平方千米。當地共有人口2320人，而人口密度為每平方千米869人。